# (55875) Hirohatagaoka
Hirohatagaoka o (55875) Hirohatagaoka es un asteroide del cinturón de asteroides de nombre provisional 1997 VH, descubierto en 1997 por Atsuo Asami desde su observatorio privado en la ciudad de Hadano, en la Prefectura de Kanagawa (Japón).

## Origen del nombre
Recibe su nombre del de la montaña de Hirohatagaoka, en Hadano, donde se asienta la Hadano High School en la que estudió el descubridor. El nombre fue propuesto por M. Yamaguchi, que estudió en la Hadano High School con el propio descubridor.